# 三安光电
三安光电股份有限公司（上交所：600703，简称：三安光电），注册地位于中华人民共和国湖北省荆州市，总部位于福建省厦门市，是一家制造LED及其他半导体制品的企业。

## 历史
公司前身为厦门三安光电有限公司，成立于2001年。2008年，厦门三安光电及其控股母公司福建三安集团有限公司花费14978.1万元人民币，完成对湖北天颐科技股份有限公司（成立于1992年，简称“S*ST天颐”）的收购，成为厦门市首家实现借壳上市的企业。